# Gathered Around the Oaken Table
Gathered Around the Oaken Table è il terzo album in studio del gruppo musicale Mithotyn, pubblicato nel 1999 dalla Invasion Records.

## Tracce
1. "Lord of Ironhand" – 5:10
2. "Watchmen of the Wild" – 5:16
3. "In the Clash of Arms" – 6:39
4. "Hearts of Stone" – 4:55
5. "The Well of Mimir" – 4:38
6. "Chariot of Power" – 5:55
7. "Nocturnal Riders" – 3:06
8. "The Guardian" – 4:40
9. "Imprisoned" – 4:33
10. "Guided by History" – 6:32
11. "The Old Rover" – 3:45

## Formazione
- Stefan Weinerhall - voce, chitarra
- Karl Beckmann - voce, chitarra, tastiere
- Rickard Martinsson - voce, basso
- Karsten Larsson - batteria